# Little Man, What Now?
Little Man, What Now? is een Amerikaanse dramafilm uit 1934 onder regie van Frank Borzage. Het scenario is gebaseerd op de roman Wat nu, kleine man? (1932) van de Duitse auteur Hans Fallada.

## Verhaal
Emma en Hans Pinneberg kunnen amper de eindjes aan elkaar knopen. Ze krijgen het nog zwaarder, als Emma zwanger wordt. Aanvankelijk wil ze abortus plegen, maar dat kan ze niet over haar hart krijgen. Wanneer Hans op de koop toe de laan uit wordt gestuurd door zijn tirannieke baas, ziet het stel zich genoodzaakt om in te trekken bij de moeder van Hans.

## Rolverdeling
| Acteur              | Personage           |
| ------------------- | ------------------- |
| Margaret Sullavan   | Emma Pinneberg      |
| Douglass Montgomery | Hans Pinneberg      |
| Alan Hale           | Holger Jachman      |
| Catherine Doucet    | Mia Pinneberg       |
| DeWitt Jennings     | Emil Kleinholz      |
| G.P. Huntley        | Mijnheer Heilbutt   |
| Muriel Kirkland     | Marie Kleinholz     |
| Fred Kohler         | Karl Goebbler       |
| Mae Marsh           | Mevrouw Goebbler    |
| Donald Haines       | Emil Kleinholz jr.  |
| Christian Rub       | Mijnheer Puttbreese |
| Alan Nowbray        | Franz Schluter      |